# 16915 Bredthauer
16915 Bredthauer è un asteroide della fascia principale. Scoperto nel 1998, presenta un'orbita caratterizzata da un semiasse maggiore pari a 3,9464733 UA e da un'eccentricità di 0,1514507, inclinata di 7,62786° rispetto all'eclittica.